# Gustave Quinson
Victor Gustave Quinson est un auteur dramatique et directeur de théâtre français, né à Marseille le 21 janvier 1868 et mort à Saint-Cloud le 1er août 1943.
Il a successivement voire simultanément dirigé, entre autres, le théâtre Moderne, le Gymnase, le Vaudeville, les Bouffes-Parisiens, le théâtre Grévin et surtout le théâtre du Palais-Royal de 1910 à 1942. Il est également l'auteur de comédies et d'opérettes en collaboration avec des auteurs comme Pierre Veber, Tristan Bernard, Albert Willemetz et surtout Yves Mirande.

## Biographie
Fils d'un important imprimeur de Marseille, Fortuné Quinson, il naît dans cette ville le 21 janvier 1868.

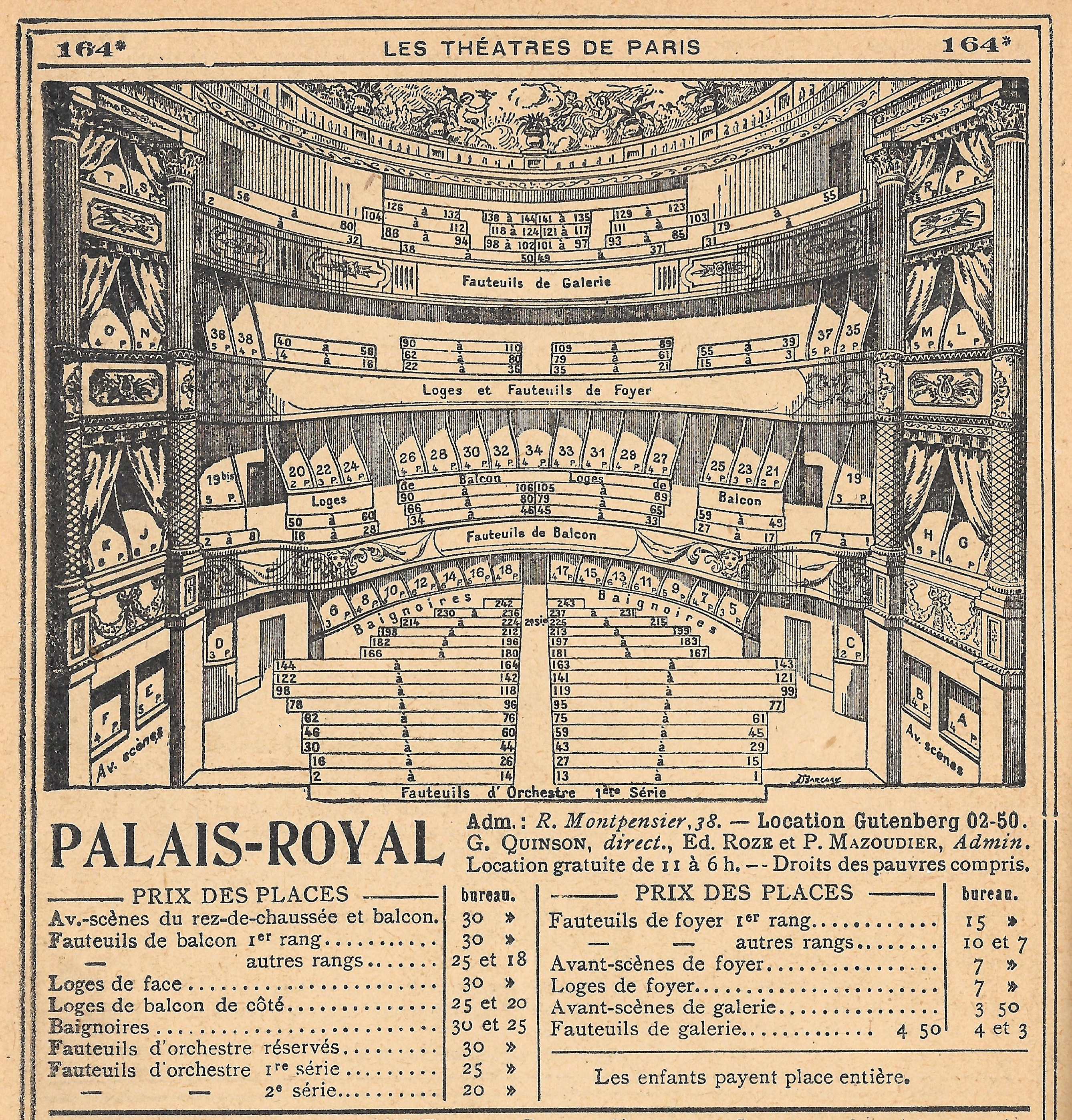
Le Palais-Royal en 1925 :
G. Quinson, direct.

En juin 1919, il fonde, avec entre autres Jacques Rouché, Alphonse Franck et Paul Gavault, la Société amicale des directeurs de théâtre dont Albert Carré est nommé président d'honneur.
Il est fait chevalier dans l'ordre de la Légion d'honneur en 1920, puis officier en 1925.

## Œuvres
- Le Chasseur de chez Maxim's, comédie en trois actes avec Yves Mirande, Palais-Royal, 23 décembre 1920
- Ta bouche, opérette en trois actes d'Yves Mirande et Gustave Quinson, lyrics d'Albert Willemetz, musique de Maurice Yvain, théâtre Daunou, 1er avril 1922
- La Merveilleuse Journée, comédie en trois actes avec Yves Mirande, Palais-Royal, 17 octobre 1922
- Pourquoi m'as-tu fait ça ?, comédie en trois actes  avec Yves Mirande, théâtre des Capucines, 22 décembre 1922
- Là-haut, opérette bouffe en trois actes et 4 tableaux, musique de Maurice Yvain, livret de Gustave Quinson, Yves Mirande et Albert Willemetz, théâtre des Bouffes-Parisiens,  31 mars 1923
- Embrassez-moi, comédie en trois actes avec Tristan Bernard et Yves Mirande, Palais-Royal, 23 décembre 1923
- Miche et son père, comédie avec Yves Mirande, théâtre des Capucines, 11 avril 1924
- P. L. aime, comédie musicale avec Rip et  Yves Mirande, musique d'Henri Christiné, Palais-Royal, 1924
- La Vérité toute nue, comédie en trois actes avec Pierre Veber, théâtre de Paris, 1er septembre 1925
- La Grue du cinquième, comédie-vaudeville avec Yves Mirande, Scala, 1927
- L'Arpète, pièce e trois actes avec Yves Mirande, théâtre de la Renaissance à Paris, mars 1928, portée à l'écran en 1929 par Émile-Bernard Donatien
- Une petite femme dans un lit, comédie avec Yves Mirande, Palais-Royal, 1927-28
- La Demoiselle de Mamers, comédie avec Yves Mirande, Palais-Royal, 1933
- C'est vous que je veux, comédie avec Yves Mirande, Palais-Royal, 1934
- Le Train de 8 heures 47, opérette en trois actes et cinq tableaux de Léopold Marchès d'après Georges Courteline, lyrics d'André Barde, musique de Charles Cuvillier, Palais-Royal, 22 décembre 1936 (non crédité)[5]

## Directions
- 1902-1914 : Théâtre de la tour Eiffel[6],[7]
- 1903-1907 : Théâtre Moderne[6]
- 1903-1912 : Théâtre Grévin[8]
- 1910-1942 : Théâtre du Palais-Royal
- 1912-? : Théâtre du Vaudeville
- 1913 : Théâtre de la Renaissance (intérim)[9]
- 1913-1929 : Théâtre des Bouffes-Parisiens
- 1925-1937 : Théâtre de la Michodière
- 1936 : Théâtre Pigalle

## Distinctions
- Officier d'académie
- Officier du Nichan Iftikhar
- Officier de l'Ordre de l'Étoile noire
- Officier de la Légion d'honneur (1925)